# Un'ora con... (Articolo 31)
Un'ora con... è la seconda raccolta del gruppo musicale italiano Articolo 31, pubblicato il 23 luglio 2013 dalla Sony Music.

## Il disco
Contiene i singoli più conosciuti del duo (eccezion fatta per Così com'è, canzone mai pubblicata come singolo), pubblicati nel periodo 1993-1999, ovvero prima della svolta musicale intrapresa dal duo nel 2002 con l'uscita dell'album Domani smetto.
Anche in questa raccolta, sia nella versione fisica che in quella digitale, i Ridillo sono accreditati come "Ri Li Llo".

## Tracce
1. Così com'è - 3:58
2. Maria Maria - 4:20
3. La fidanzata - 3:53
4. Senza regole feat. Bengi dei (Ridillo) - 4:07
5. Domani - 5:05
6. Aria - 3:55
7. Voglio una lurida - 4:00
8. Guapa loca feat. Carmelo Saenz Mendoza - 5:35
9. Il funkytarro - 4:49
10. Tu mi fai cantare feat. Paolo Brera (Xsense) - 4:20
11. Tocca qui - 4:21
12. Tranqi Funky - 3:21
13. Nato per rappare - 4:45
14. È Natale (ma io non ci sto dentro) - 4:23